# Juszt Lajos
Juszt Lajos (Budapest, 1931. június 23. – 1993. április 25.) magyar politikus, egészségügyi miniszterhelyettes.

## Élete
Juszt Andor Géza (1902–1954) mészárossegéd és Blau Julianna (1906–1955) fiaként született zsidó családban. Nővére Juszt Margit (1928–?) volt. Középiskolai tanulmányait 1941-től a Budapest IX. Kerületi Magyar Királyi Állami Fáy András Gimnáziumban végezte. 1945-ben, középiskolásként lépett be a Magyar Kommunista Pártba, s ettől kezdve különböző beosztásokat vállalt a Párt ifjúsági mozgalmaiban, 1949-től a Magyar Ifjúsági Népi Szövetség (MINSZ) IX. kerületi szervezetének titkára volt. 1950-ben a Magyar Szabadságharcos Szövetség iskolavezetője lett, később az országos szervezetben vállalt politikai munkatársi beosztást. 1951-ben elbocsátották. A Danuvia Gépgyárban esztergályossá képezték át, majd sorkatonai szolgálatra vonult be, ahol honvédségi párttitkár volt.
1952-ben egyéves pártiskolát végzett. 1953-tól a Pénzügyminisztériumban segédelőadó, majd az elvi, a kereskedelmi osztályon főelőadó volt. 1965 márciusában választották meg a Pénzügyminisztérium MSZMP pártbizottságának titkárává; ugyanabban az évben fejezte be tanulmányait a Marx Károly Közgazdaság-tudományi Egyetemen, 1966-ban könyvvizsgáló és mérlegképes könyvelő végzettséget is szerzett. 1970-ben a Pénzügyminisztérium szociális és kulturális főosztályának élére került. 1978. szeptember 1-jén az Egészségügyi Minisztérium gazdasági ügyekkel foglalkozó miniszterhelyettesévé nevezték ki. 1988. március 1-jén a Szociális és Egészségügyi Minisztérium miniszterhelyetteseként helyezték nyugállományba. 1980. március 9. és 1985. március 10. között a Budapesti Fegyelmi Bizottság tagja volt.

## Díjai, elismerései
- Munka Érdemrend arany fokozata (1972)[4]
- Miniszteri Dicséret (1973)[5]
- Kiváló Pénzügyi Dolgozó (1974)[6]
- Lengyel Gyula-emlékérem (1981)
- Szocialista Magyarországért érdemrend (1988)